# شهرستان اولجین
شهرستان اولجین (به لاتین: Uljin County) یک منطقهٔ مسکونی در کره جنوبی است که در جئونسانگبوک-دو واقع شده‌است. شهرستان اولجین ۹۸۹٫۰۶ کیلومتر مربع مساحت و ۵۲٬۳۸۵ نفر جمعیت دارد.